# Armeniska diasporan

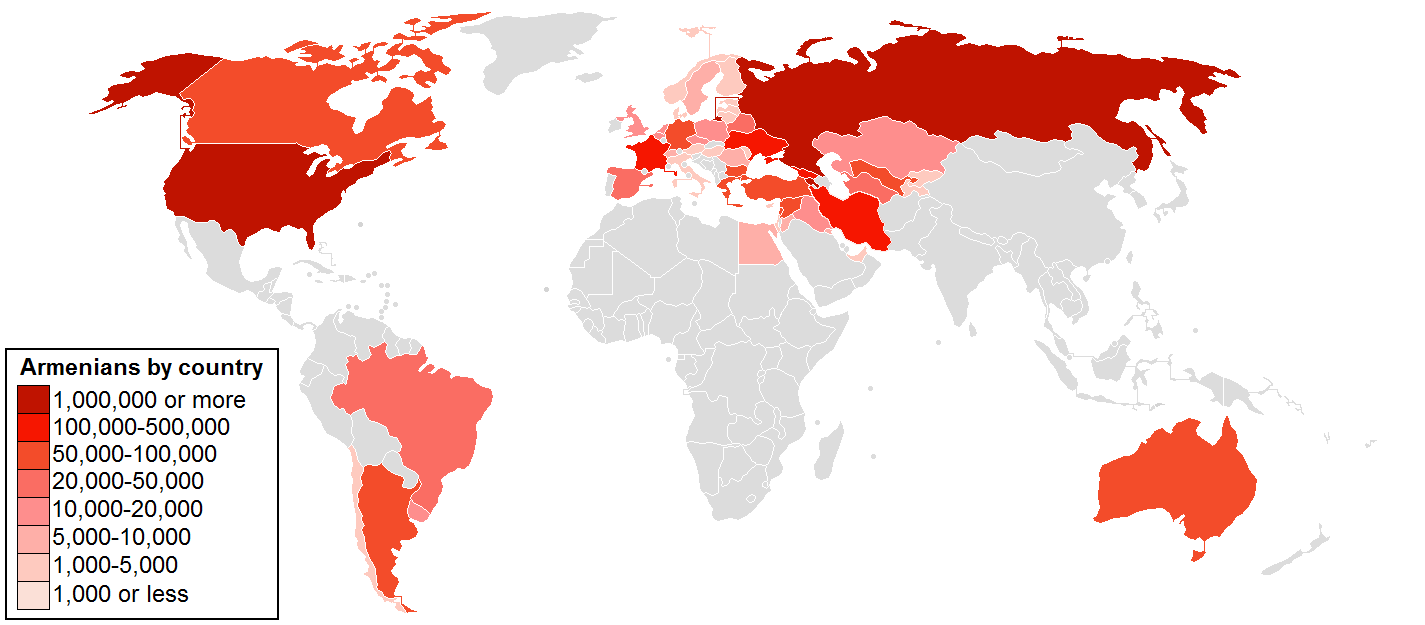
Karta över den armeniska diasporan.

Armeniska diasporan är en term som används för att kollektivt beskriva etniska armenier som lever utanför Armenien och Nagorno-Karabach (de jure i Azerbajdzjan). Men armenier i Armenien brukar kalla dem för "axpar", en term som ogillas av många utlandsarmenier. Beteckningen utgår från att armenier som bor utomlands talar armeniska med en viss accent.
Den större delen av armenierna, runt 8,9 miljoner, är spridda över världen och brukar benämnas som den armeniska diasporan. Enligt olika uppgifter beräknas armenierna vara 12 miljoner. Endast 3,2 miljoner är medborgare i republiken Armenien.

## Antal armenier per land
Uppgifterna är från den engelskspråkiga versionen av Wikipedia.
1. Armenien, 3 270 000
2. Ryssland, 2 250 000
3. USA, 1 400 000
4. Frankrike, 900 000
5. Iran, 560 000
6. Georgien, 350 000
7. Libanon, 254 000
8. Syrien, 190 000
9. Nagorno-Karabach (Azerbajdzjan) 138 000
10. Argentina, 135 000
11. Turkiet, 60 000[2]

36. Lettland, 5 000
38. Sverige, 8 000 (Läs mer under Armenier i Sverige)
42. Danmark, 3 000
46. Litauen, 2 500
48. Estland, 2 000
51. Norge, 1 000
52. Finland, 1 000